# Луцкая детская железная дорога
Луцкая детская железная дорога — учреждение внешкольного образования и профориентации детей в городе Луцк, Волынская область, Украина. Одна из самых маленьких ДЖД на Украине. Расположена на берегу реки Сапалаевки.

## История
Луцкая ДЖД была построена в 1952-54 годах по инициативе руководства Львовской железной дороги комсомольцами города Луцк и Волынской области. Расположена в живописном месте города вдоль реки Сапалаевки и имеет длину 1,5 км (дорога тупиковая). Было построено 2 станции: Пионерская (основная, двухэтажная станция) и Молодогвардейская. Впоследствии они были переименованы соответственно в Росинку и Водограй.
Первые годы на дороге работал паровоз, водивший состав из нескольких деревянных вагонов. Но вскоре деревянные вагоны были заменены Pafawag-ами, а на смену паровозу пришли тепловозы ТУ2 и ТУ3. В настоящее время на дороге работает тепловоз ТУ7А и 2 вагона Pafawag. Дорога оборудована полуавтоматической блокировкой и радиосвязью.
Весной река часто выходит из берегов, и поэтому дорога затапливается.
В 2020 году Укрзализныця приняла решение о закрытии Луцкой детской железной дороги, и 15 декабря стало последним днём её работы. 31 марта 2021 года часть имущества дороги стали вывозить на Ровенскую ДЖД. На Ровенской ДЖД кроме мебели с Луцкой ДЖД не обнаружено другого имущества. Локомотив и вагоны с Луцкой ДЖД на Ровенскую ДЖД не перевезли, а также нет места для их размещения. Ровенская ДЖД имеет один основной путь и один маневровый на главной станции. Также на главной станции Ровенской ДЖД есть боковая тупиковая ветка со смотровой ямой, где размещены на стоянке 2 грузовые платформы и другой подвижной состав разместить там невозможно.